# Plombier
« Plombière » redirige ici. Pour l’article homophone, voir Plombières.
 (avril 2019).
Si vous disposez d'ouvrages ou d'articles de référence ou si vous connaissez des sites web de qualité traitant du thème abordé ici, merci de compléter l'article en donnant les références utiles à sa vérifiabilité et en les liant à la section « Notes et références ».
Un plombier ou une plombière (également appelé installateur ou installatrice sanitaire) est chargé de la réalisation ou de la réparation des installations de plomberie.
Pour exercer le métier de plombier agréé, il faut maîtriser plusieurs domaines. Il faut savoir lire et interpréter des plans et des notices, connaître les normes et les règles en vigueur, et détecter des pannes complexes. Il faut aussi savoir installer et réparer le matériel de plomberie, manipuler l'électricité, changer la tuyauterie et régler la pression de l'eau. En outre, il faut être capable d'organiser son travail de façon efficace et sécurisée,,.
Son outil traditionnel est le chalumeau oxyacétylénique (également appelé en interne le chalumeau OA).

## Histoire
Le plombier était autrefois un ouvrier spécialisé dans le travail du plomb.
D'autre part, les réseaux de distribution d'eau étaient du ressort du fontainier qui collaborait activement avec les plombiers mais aussi les pompiers, les spécialistes des pompes.

## Activités
« Plombier » est l'appellation traditionnelle désignant le plombier-chauffagiste. Celle-ci provient du fait que les canalisations dont il avait la charge étaient principalement en plomb. Maintenant que les canalisations ne sont plus en plomb, on parle d'installateur sanitaire, ou d'« installateur en thermique et sanitaire ». Les domaines d'intervention du plombier-chauffagiste sont :
- Les installations sanitaires ;
- Les installations de chauffage ;
- Le zingage ou la zinguerie, d'où l’appellation de plombier-zingueur.

### Installation sanitaire (la plomberie)

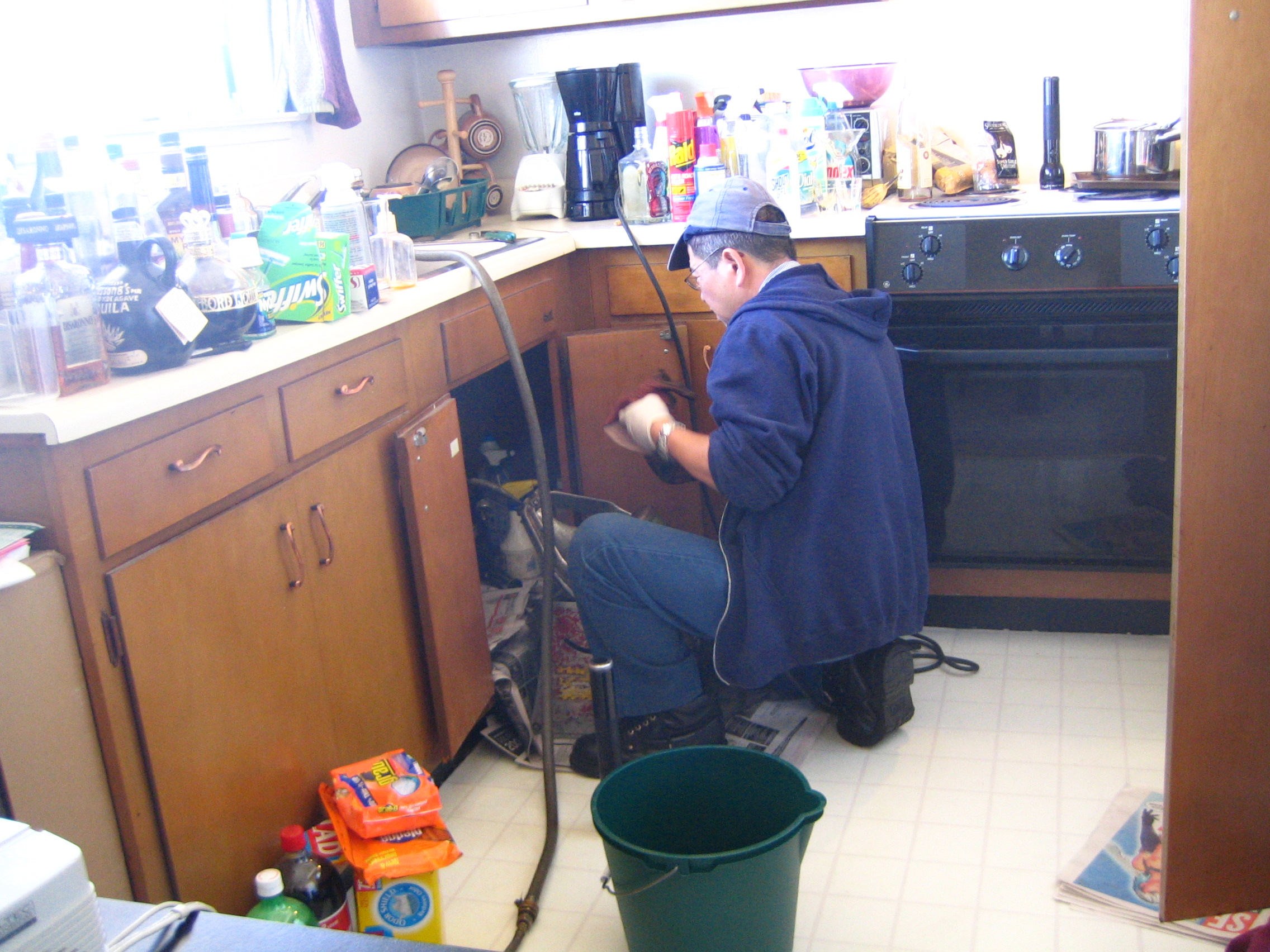
Un plombier en plein travail.

Les travaux associés à l'installation sanitaire sont :
- installation des réseaux de traitement et de distribution d'eau froide sanitaire[5] ;
- installation de production et de distribution d'eau chaude sanitaire, notamment l'installation des préparateurs d'eau chaude sanitaire : chauffe-eau électrique de 50 à 500 litres (où l'eau va être stockée et chauffée à plus de 55 °C par une résistance électrique), le chauffe-eau gaz instantané (pas de stockage, l'eau froide est réchauffée à chaque fois qu'un utilisateur ouvre un robinet d'eau chaude), à micro-accumulation (la capacité de stockage est généralement de 8 litres), et enfin à accumulation (le ballon où est stockée et maintenue à température l'eau chaude va de 80 à 120 litres) ;
- pose et raccordement d'éléments sanitaires (lavabo, WC, évier, baignoire, cabine de douche, lave-main, broyeur d'évier ;
- pose et raccordement de robinetterie ;
- raccordement des appareils sanitaires au réseau d'eaux usées (les réseaux d'eaux usées sont réalisés par les maçons, et font partie du gros-œuvre sanitaire) ;
- travaux de ventilation et d'aération de certains locaux et canalisations ;
- entretien et réparation des installations existantes: débouchage de canalisation (on parle également de dégorgement) par le biais de furet manuel, électrique ou également de pompe manuelle ou déboucheur professionnel ; fuites sur tuyauterie d'évacuation ou d'arrivée d'eau en cuivre, PVC, PER ou plomb. des matières premières pour une plomberie.

### Installation de chauffage
Un chauffagiste pose, entretien et remplace tout système de chauffage tels que chaudière mural, chaudière au sol, chaudière au fioul, chauffe-eau gaz ou autre système de chauffage. Il effectue également l'installation du circuit chauffage constitué de la tuyauterie et des radiateurs chauffage central.
Le chauffagiste entretient le circuit chauffage par le biais du détartrage et du désembouage.
Il réalise également tout remplacement de pièces défectueuses sur la chaudière (pompe, thermocouple, manager, purge automatique, corps de chauffe...). Il existe 2 types de circuit chauffage : le circuit mono-tube (installation en série) et le circuit bitube (installation en parallèle).

### Dépannage sanitaire (plomberie)
Le dépannage sanitaire est une autre activité des plombiers. En cas de panne ou de tout autre problème de plomberie, les entreprises de plomberie proposent un service de réparation :
- la réparation de fuite d'eau
- le dégorgement de canalisation
- le débouchage de fosse septique
- le dépannage d'un chauffe-eau
- la réparation d'une chaudière

### Gaz
- Il s'agit d'installer le réseau gaz après le compteur de gaz.

### Zinguerie
La zinguerie reprend les dispositifs de captage et d'évacuation des eaux de pluie.

## Métiers apparentés
- Chauffagiste
- Tuyauteur
- Fontainier

## Formations
Les matières à l’étude :
- Sécurité sur les chantiers
- Soupapes
- Ventilations
- Lecture de plans
- Mathématiques

## Dans la culture

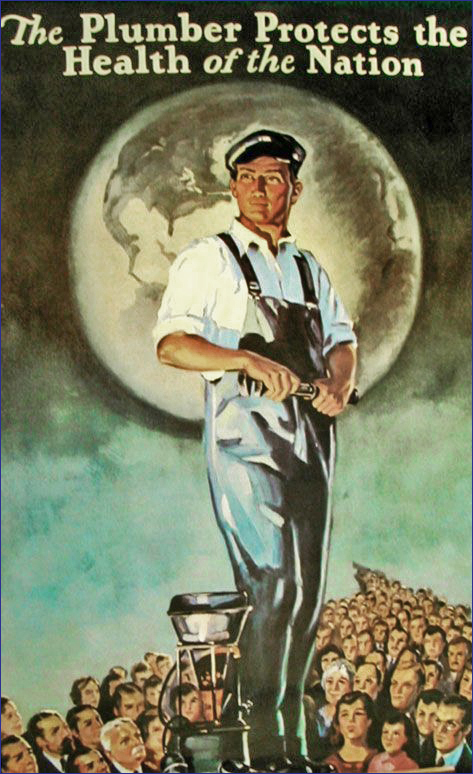
Carte postale ancienne de la caricature d'un plombier par la Fédération de la Plomberie américaine du début du 20e siècle.

Pour les chrétiens, la Saint Eloi, fête patronale des plombiers (comme pour les forgerons, chaudronniers et tout travailleur du métal) est célébré le 1er décembre.
Le métier de plombier, et la plomberie en elle même (voir ), occupe une certaine place dans la culture populaire et les stéréotypes sociaux depuis le milieu du XXe siècle.

### Personnages de fictions
- Mario et son frère Luigi : depuis 1985, comme protagonistes de la série de jeu vidéo de Super Mario Bros,
- Harry Tuttle (Interprété par Robert De Niro) : dans le film Brazil de 1985, il incarne le « plombier vengeur » dans un monde dystopique, bureaucratique, totalitaire et avec des espaces urbains rempli de canalisations apparentes.